# Kateryna Karsak
Kateryna Karsak (ukr. Катерина Євгенівна Карсак; ur. 26 grudnia 1985 w Odessie) – ukraińska lekkoatletka specjalizująca się w rzucie dyskiem.
W 2008 roku bez powodzenia startowała w igrzyskach olimpijskich. Złota (2007) oraz brązowa (2005) medalistka młodzieżowych mistrzostw Europy. Uczestniczka mistrzostw świata oraz mistrzostw Europy. W 2009 roku zajęła 3. miejsce podczas uniwersjady. Medalistka mistrzostw Ukrainy oraz reprezentantka kraju w drużynowych mistrzostwach Europy i zimowym pucharze Europy w rzutach. Rekord życiowy: 64,40 (13 lipca 2007, Debreczyn).

## Osiągnięcia
| Rok  | Impreza                                 | Miejsce   | Pozycja           | Wynik |
| ---- | --------------------------------------- | --------- | ----------------- | ----- |
| 2001 | Mistrzostwa świata juniorów młodszych   | Debreczyn | 4. miejsce        | 45,90 |
| 2001 | Olimpijski Festiwal Młodzieży Europy    | Murcja    | 2. miejsce        | 45,90 |
| 2002 | Gimnazjada                              | Caen      | 1. miejsce        | 46,57 |
| 2004 | Mistrzostwa świata juniorów             | Grosseto  | el. – 30. miejsce | 39,29 |
| 2005 | Zimowy puchar Europy w rzutach          | Mersin    | 9. miejsce        | 47,56 |
| 2005 | Młodzieżowe mistrzostwa Europy          | Erfurt    | 3. miejsce        | 56,81 |
| 2006 | Mistrzostwa Europy                      | Göteborg  | 4. miejsce        | 62,45 |
| 2007 | Zimowy puchar Europy w rzutach          | Jałta     | 2. miejsce        | 56,91 |
| 2007 | Młodzieżowe mistrzostwa Europy          | Debreczyn | 1. miejsce        | 64,40 |
| 2007 | Mistrzostwa świata                      | Osaka     | el. – 15. miejsce | 59,46 |
| 2008 | Igrzyska olimpijskie                    | Pekin     | el. – 21. miejsce | 58,61 |
| 2009 | Uniwersjada                             | Belgrad   | 3. miejsce        | 60,47 |
| 2009 | Mistrzostwa świata                      | Berlin    | el. – 27. miejsce | 56,79 |
| 2010 | Superliga drużynowych mistrzostw Europy | Bergen    | 3. miejsce        | 57,20 |
| 2010 | Mistrzostwa Europy                      | Barcelona | el. – 15. miejsce | 55,41 |
| 2011 | Zimowy puchar Europy w rzutach          | Sofia     | 4. miejsce        | 57,36 |
| 2011 | Superliga drużynowych mistrzostw Europy | Sztokholm | 1. miejsce        | 63,35 |
| 2011 | Mistrzostwa świata                      | Taegu     | el. – 20. miejsce | 57,54 |
| 2012 | Zimowy puchar Europy w rzutach          | Bar       | 7. miejsce        | 59,00 |